# 本多電子
本多電子株式会社（ほんだでんし、英: Honda Electronics Co., Ltd. ）は、愛知県豊橋市に本社を置く、マリン製品、産業製品、メディカル製品、セラミックス製品などの幅広い超音波製品の製造・販売を行う超音波応用機器の総合メーカー。

## 概要
本多敬介が1956年（昭和31年）個人経営の「本多電子工業所」を創立し、世界初のトランジスタポータブル魚群探知機を開発した。1960年(昭和35年)に魚群探知機専業メーカーとして「本多電子工業株式会社」を設立し、本格的に超音波製品の製造と販売を開始した。
収益の大部分をアメリカへの輸出に頼っていたため1985年（昭和60年）のプラザ合意による円高や1987年（昭和62年）のブラックマンデーによるアメリカの景気低迷を受け経営危機に陥った。現在は国内外の拠点を見直し多角化を図っている。
マリン事業部は魚群探知機の開発販売を行っており、「HONDEX」のブランドで親しまれている。特にマリンレジャー用の小型魚群探知機は国内市場に高いシェアを誇る。

## 超音波科学館
1996年（平成8年）、本社1階に超音波を専門に扱う科学館としては日本初となる企業博物館「超音波科学館」をオープンした。超音波の歴史や技術などを展示するもので、超音波を専門に扱う科学館は国内で唯一である。
2019年10月25日には「見て、触れて、超音波を体感してもらう」をコンセプトに全面改装し、リニューアルオープンした。
入館は無料となり、公式サイトより予約が必要。なお、館長は社員が交代で努めており、ガイド役も担っている。

## 沿革
- 1956年（昭和31年）10月1日 - 本多電子工業所として創業[6]。
- 1956年（昭和31年）12月 - 世界初のトランジスタポータブル魚探を開発する。
- 1960年（昭和35年）6月8日 -  「本多電子工業株式会社」を設立[6]。
- 1979年（昭和54年）4月 -  「本多電子株式会社」に商号を変更[6]。
- 1985年（昭和60年） - 日本初の医用超音波顕微鏡を製品化する。
- 1996年（平成8年）5月 - 超音波科学館をオープン[6]。
- 1997年（平成9年）6月 - ISO 9001認証を取得[6]。
- 2006年（平成18年）1月 - ISO 14001認証を取得[6]。
- 2013年（平成25年） - 医用超音波顕微鏡のハンディ化に成功する。
- 2013年（平成25年） - タイ・バンコクに駐在員事務所を開設[6]。
- 2019年（平成31年）10月 - 超音波科学館を全面リニューアル[6][7]。

## 主な製品
- 魚群探知機 (HONDEX)
- 超音波洗浄機
- 超音波医療診断装置
- 超音波霧化器
- 超音波探傷映像装置
- 圧電セラミックス（超音波振動子）
- 超音波ミニ溶接機
- 超音波カッター(エコーテック)
- 他

## 事業所
- 本社（愛知県豊橋市）
- 東京営業所（東京都港区）
- 大阪営業所（大阪府大阪市淀川区）
- バンコク駐在所事務所（タイ）
- カスタマーセンター（愛知県豊橋市）